# Isoamyl acetat
Isoamyl acetat hay isopentyl acetat, còn gọi là dầu chuối, là hợp chất hữu cơ ester được điều chế từ isoamyl alcohol và acid acetic.  Đây là chất lỏng không màu, khó hòa tan trong nước nhưng hòa tan mạnh trong hầu hết các dung môi hữu cơ.  Isoamyl acetat có mùi mạnh, tương tự mùi chuối và lê.  Dầu chuối là khái niệm dùng cho cả isoamyl acetat tinh khiết và các hương liệu từ hỗn hợp của isoamyl acetat, amyl acetat và các hương liệu khác.

## Sản xuất
Isoamyl axetat thường được điều chế từ phản ứng xúc tác acid (quá trình ester hóa Fischer) giữa isoamyl alcohol và acid acetic băng như hình dưới dây.  Acid sulfuric là chất xúc tác điển hình.  Ngoài ra,  resin trao đổi ion acid cũng được dùng làm chất xúc tác.

## Sử dụng
Isoamyl acetat được dùng để tạo mùi chuối trong thực phẩm. Dầu lê thường đề cập đến dung dịch isoamyl acetat trong ethanol được dùng làm hương liệu nhân tạo.
Chất này cũng được dùng làm  dung môi vecni và sơn mài nitrocellulose cũng như dùng làm chất dẫn dụ (pheromon) các đàn ong mật đến một địa điểm nhỏ. Isoamyl acetat là dung môi và chất mang cho các vật liệu như  nitrocellulose. 
Do có mùi tạo hưng phấn, có cường độ mạnh và ít độc, isoamyl acetat được dùng để kiểm tra hiệu quả của mặt nạ chống độc hoặc mặt nạ khí.

## Trong tự nhiên
Dầu chuối được chiết xuất từ cây chuối; ngoài ra cũng được tổng hợp.
Ong mật cũng có thể phát ra isoamyl acetat.